# Brabham BT52
O BT52/BT52B é o modelo utilizado da Brabham na temporada de 1983 de F1. O BT52 foi utilizado até o GP da Canadá e a versão B a partir do GP Grã-Bretanha até o final. Condutores: Nelson Piquet e Riccardo Patrese. Com o chassi BT52B, Nelson Piquet torna-se campeão em 1983.
O carro foi projetado por Gordon Murray e utilizava pneus Michelin e era movido pelo poderoso motor BMW M12/13 com turbocompressor, à época produzindo cerca 850 cavalos de potência em classificação, e por volta de 640 cavalos em condições de corrida. 
Depois do banimento de carros com efeito solo na temporada anterior, a FIA obrigou que todos os carros fossem desenhados com assoalhos planos por razões de segurança. O BT52 contava com um distinto formato de dardo e uma grande asa traseira num esforço de obter o máximo de downforce possível, enquanto o monocoque foi construído com alumínio e fibra de carbono, para manter o peso mais baixo possível.
A temporada de 1983 teve o retorno das paradas para reabastecimento, então o sistema de combustível do BT52 foi criado com um pequeno tanque de combustível posicionado no alto atrás do piloto, facilitando a velocidade no reabastecimento.
O carro tinha fácil dirigibilidade e Piquet não teve dificuldades com a pilotagem naquela temporada. Lutando com Alain Prost da Renault e René Arnoux da Ferrari, parecia que o piloto brasileiro da Brabhan perderia o título após maus resultados no meio da temporada. Mas após a introdução de um lote especial de combustível, desenvolvido pela empresa alemã Wintershall, aliado ao desenvolvimento do carro ao longo da temporada, Nelson Piquet se tornou o primeiro piloto a vencer o campeonato com motor turbo. Com três vitórias: Brasil, Itália e Europa, e pontos marcados com consistentes três 2º lugares, dois 3º e 4º lugares. Em situação distinta, Patrese parecia ter tido má sorte, embora tenha conseguido ser tão rápido ou mais rápido que Piquet em diferentes GPs (incluindo a liderança em San Marino até bater a 6 voltas do final, e pole position em Monza), ele não marcou pontos até conquistar um 3º lugar na Alemanha. Seus outros pontos foram obtidos na última corrida, com a vitória na África do Sul.
Com o abandono de Prost e o 3º lugar de Piquet na África do Sul, o brasileiro é Campeão com 59 pontos (e conseguindo seu segundo campeonato), Patrese terminando em 9º com 13 pontos e a equipe Brabham em 3º no campeonato de construtores com 72 pontos, 7 atrás da Renault (segunda colocada) e 17 atrás da Ferrari (campeã).

## Resultados[1][2]
(legenda) (em negrito indica pole position e itálico volta mais rápida)
| Ano  | Chassi | Motor               | Pneus | N° | Pilotos          | 1   | 2   | 3   | 4   | 5   | 6   | 7   | 8   | 9   | 10  | 11  | 12  | 13  | 14  | 15  | Pontos | Posição |  |
| ---- | ------ | ------------------- | ----- | -- | ---------------- | --- | --- | --- | --- | --- | --- | --- | --- | --- | --- | --- | --- | --- | --- | --- | ------ | ------- |  |
|      |        |                     |       |    |                  |     |     |     |     |     |     |     |     |     |     |     |     |     |     |     |        |         |  |
|      |        |                     |       |    |                  | BRA | USW | FRA | SMR | MON | BEL | USE | CAN | GBR | GER | AUT | HOL | ITA | EUR | RSA |        |         |  |
| 1983 | BT52   | BMW M12/13 L4 turbo | M     | 5  | Nelson Piquet*   | 1   | Ret | 2   | Ret | 2   | 4   | 4   | Ret |     |     |     |     |     |     |     | 72     | 3°      |  |
| 1983 | BT52B  | BMW M12/13 L4 turbo | M     | 5  | Nelson Piquet*   |     |     |     |     |     |     |     |     | 2   | 13  | 3   | Ret | 1   | 1   | 3*  | 72     | 3°      |  |
| 1983 | BT52   | BMW M12/13 L4 turbo | M     | 6  | Riccardo Patrese | Ret | 10  | Ret | Ret | Ret | Ret | Ret | Ret |     |     |     |     |     |     |     | 72     | 3°      |  |
| 1983 | BT52B  | BMW M12/13 L4 turbo | M     | 6  | Riccardo Patrese |     |     |     |     |     |     |     |     | Ret | 3   | Ret | 9   | Ret | 7   | 1   | 72     | 3°      |  |

* Campeão da temporada.